# عشب الربيع الياباني
عشب الربيع الياباني (الاسم العلمي:Anthoxanthum japonicum) هو نوع من النباتات يتبع جنس عشب الربيع من الفصيلة النجيلية.